# Clavaleyres
Clavaleyres (toponimo tedesco) è una frazione di 49 abitanti del comune svizzero di Morat, nel Canton Friburgo (distretto di Lac).

## Geografia fisica
Clavaleyres è stato fino al 31 dicembre 2021 un'exclave del Canton Berna tra il Canton Friburgo e il Canton Vaud.

## Storia
Già comune autonomo che si estendeva per 1 km², il 1º gennaio 2022 è stato accorpato a Morat assieme agli altri comuni soppressi di Galmiz e Gempenach: Clavaleyres è così passato dal Canton Berna al Canton Friburgo.

## Società

### Evoluzione demografica
L'evoluzione demografica è riportata nella seguente tabella:
Abitanti censiti

## Amministrazione
Ogni famiglia originaria del luogo fa parte del cosiddetto comune patriziale e ha la responsabilità della manutenzione di ogni bene ricadente all'interno dei confini del comune.